# Alegret
Alegret (fl. 1145 circa) è stato un trovatore guascone, contemporaneo di Marcabru.

## Opera
Dei suoi componimenti poetici sono rimasti un sirventes (BdT 17,2 "Ara pareisson ll'aubre sec"), una canso (BdT 17,1 "[Ai]ssi cum selh [q]u'es vencutz [e] sobratz") e un frammento di un salut d'amor (Dompna, c'aves la segnoria). Ciò nonostante, la sua reputazione era abbastanza alta da trovare riscontro nella poesia di Bernart de Ventadorn e Raimbaut d'Aurenga. Lo stile del sirventese, di taglio moralistico e marcabruniano, rivela vicinanze, anche intertestuali, con alcuni componimenti del più noto Peire d'Alvernhe.
Alegret fu probabilmente anche uno dei primi trovatori a impiegare la metafora feudale per descrivere l'amor cortese e la relazione con la sua domna (signora) come un rapporto di vassallaggio, chiamando sé stesso nei confronti di lei endomenjatz (fondamentalmente, vassallo o uomo fedele). Pellegrini ha visto questo passaggio come un'imitazione di Bernart de Ventadorn, considerato il maestro di questa metafora:
Marcabru parodia la struttura di Ara pareisson li'aubre sec di Alegret nel suo componimento poetico Bel m'es quan la rana chanta. Con tono tipicamente moralizzante accusa Alegret di essere un  adulatore che tradisce il suo signore. Alegret viene implicitamente confrontato al Tristano della leggenda perché  egli indossa la blancha camiza (la bianca camicia che simboleggia una relazione sessuale). Nel suo lavoro Alegret critica i  marritz drutz (mariti infedeli), ma principalmente, come Cercamon, per il fatto di incoraggiare la promiscuità nelle donne.
Canso
	Ara pareisson ll'aubre sec

E brunisson li elemen,

E vai li clardatz del temps gen,

	E vei la bruma qi fuma,

Don desconortz ven pel mon a las gentz,

E sobretotz al ausells q'en son mec

Per lo freg temps qi si lur es presentz.

	A per poc que totz vius non sec

D'un fran mal qi·m fer malamen,

Qan mi soven de l'avol gen

	Cui mal'Escaseditz bruma.

Mas qe men val precs ni castiamentz?

Q'anc albres secs frut ni flor non redec,

Ni malvatz hom no poc esser jausentz.

[...]
	Or gli alberi appaion secchi

e imbrunan gli elementi,

e via s'en va la chiara stagione,

	e vedo la bruma che fuma;

Sconforto è al mondo e infra la gente,

e soprattutto qui fra gli augelli

per l'algido aere che loro appare.

	Ora che ogni vita finisce

un greve male m'affligge,

e mi sovvien di povera gente

	il cui male nasconde la bruma.

Ma a che mi valgon prieghi o rimbrotti?

se gli alberi frutti e fiori non hanno,

né uom malvagio ne può un po' gioire.

 

[...]

## Opere tradotte
- (EN)  Aissi cum selh qu'es vencutz ("Proprio come chi viene percosso"), tradotto in inglese da H. Donalson (2005)
- (EN)  Ara pareisson ll'aubre sec ("Ora tutti gli alberi appaiono secchi"), tradotto in inglese da James H. Donalson (2005)